# Белесбене
Белесбене (перс. بلسبنه) — село в Ірані, у дегестані Белесбене, у бахші Кучесфаган, шагрестані Решт остану Ґілян. За даними перепису 2006 року, його населення становило 1526 осіб, що проживали у складі 427 сімей.

## Клімат
Середня річна температура становить 14,44 °C, середня максимальна – 28,63 °C, а середня мінімальна – 0,00 °C. Середня річна кількість опадів – 1212 мм.
| Клімат поселення                              | Клімат поселення | Клімат поселення | Клімат поселення | Клімат поселення | Клімат поселення | Клімат поселення | Клімат поселення | Клімат поселення | Клімат поселення | Клімат поселення | Клімат поселення | Клімат поселення | Клімат поселення |
| Показник                                      | Січ.             | Лют.             | Бер.             | Квіт.            | Трав.            | Черв.            | Лип.             | Серп.            | Вер.             | Жовт.            | Лист.            | Груд.            |                  |
| Середній максимум, °C                         | 9,01             | 9,04             | 11,65            | 17,67            | 21,81            | 25,38            | 28,63            | 28,23            | 24,82            | 21,25            | 16,83            | 12,38            |                  |
| Середня температура, °C                       | 4,51             | 4,52             | 7,12             | 13,16            | 17,32            | 20,90            | 24,23            | 23,84            | 20,44            | 16,87            | 12,45            | 8,00             |                  |
| Середній мінімум, °C                          | 0,00             | 0,01             | 2,63             | 8,64             | 12,78            | 16,36            | 19,84            | 19,46            | 16,06            | 12,48            | 8,06             | 3,62             |                  |
| Норма опадів, мм                              | 125              | 100              | 89               | 49               | 47               | 32               | 31               | 63               | 134              | 207              | 182              | 153              |                  |
| Середньомісячна швидкість вітру, м/с          | 2.30             | 2.40             | 2.40             | 2.30             | 2.36             | 2.54             | 2.60             | 2.30             | 2.10             | 2.10             | 2.00             | 2.04             |                  |
| Середньомісячна сонячна радіація, кДж/м²·день | 6828             | 8941             | 10948            | 15558            | 19876            | 21907            | 22724            | 19106            | 15571            | 10730            | 8570             | 6573             |                  |
| --------------------------------------------- | ---------------- | ---------------- | ---------------- | ---------------- | ---------------- | ---------------- | ---------------- | ---------------- | ---------------- | ---------------- | ---------------- | ---------------- | ---------------- |
| Джерело:                                      |                  |                  |                  |                  |                  |                  |                  |                  |                  |                  |                  |                  |                  |